# Ендрю Кодзі
Ендрю Джуліан Хіроакі Кодзі (англ. Andrew Julian Hiroaki Koji; нар. 10 листопада 1987, Епсом, Суррей, Велика Британія) — британський актор, майстер бойових мистецтв і каскадер. Найбільш відомий своєю роллю А Сама в серіалі каналу Cinemax «Воїн» та роллю в супергеройському фільмі «Очі змії: Початок Джі. Ай. Джо».

## Біографія
Кодзі народився в Епсомі, графство Суррей. Його батько — японець, а мати — англійка. Через своє змішане походження Кодзі ідентифікує свою приналежність до змішаної етнічної групи.
Перші кроки в кіноіндустрії зробив у підлітковому віці, знімаючи короткометражні фільми. У 18 років Кодзі переїхав до Таїланду, продовжуючи вправлятися в бойових мистецтвах, і займався невеликою роботою в кіноіндустрії. Потім він вирушив до Японія у пошуках роботи, де зміг попрацювати як перед камерою, так і за нею, перш ніж повернутися в Англію, щоб навчатися акторської майстерності в Actors 'Temple Studio в Лондоні. Згодом він почав отримувати значніші ролі в театрі й на телебаченні у Великій Британії. За словами Кодзі: «У Великій Британії моє змішане походження не було особливо вигідним. Можливості для східноазіатських акторів на той час були й залишаються дуже обмеженими, хоча ситуація змінюється».
Мріючи стати актором, Ендрю Кодзі покинув коледж у віці 19 років, щоб повністю зосередитися на акторській грі, і почав приділяти більше часу своїй кар'єрі у бойових мистецтвах. До 20 років Кодзі навчався і змагався в тхеквондо, а також тренувався в Шаоліньському ушу у Храмі Шаолінь у Великій Британії. Хоча він писав сценарії та продюсував власні фільми, Кодзі також працював дублером; зокрема у «Форсажі 6». У минулому Ендрю Кодзі також виступав з Королівською шекспірівською трупою..
Всупереч відносному успіху Кодзі був розчарований відсутністю великих ролей. Ситуація змінилася 2017 року, коли він пройшов прослуховування та отримав головну роль А Сама в серіалі Cinemax «Воїн». Прем'єра першого сезону відбулася у квітні 2019 року, другого — у жовтні 2020 року, а третього — у червні 2023.
Із серпні 2019 року Кодзі отримав роль Сторм Шедоу і знявся у фільмі «Очі змії: Початок Джі.Ай.Джо», а також у новому трилері Девіда Літча «Швидкісний поїзд»
Згідно з його акторським профілем на веб-сайті агентства Імона Бедфорда, навички Кодзі включають: акробатику, комп'ютерну грамотність, режисуру, імпровізацію, військову підготовку. Вправляється в таких видах спорту: бокс, скелелазіння, гімнастика, карате, кікбоксинг, кунг-фу, бойові мистецтва, сценічний бій, бій на мечах, тхеквондо.

## Фільмографія
| Рік       |    | Українська назва                          | Оригінальна назва                                   | Роль                                |
| --------- | -- | ----------------------------------------- | --------------------------------------------------- | ----------------------------------- |
| 2006      | кф | —                                         | Project One                                         | солдат                              |
| 2007      | ф  | Відбиваючи удар                           | FB: Fighting Beat                                   | Кайл                                |
| 2009      | ф  | Хлопці двадцятого століття: Остання надія | 20-seiki shônen: Dai 2 shô — Saigo no kibô          | тайський гангстер                   |
| 2010—2015 | с  | Катастрофа                                | Casualty                                            | Кеонг Муронг / Харо Рід             |
| 2011      | ф  | —                                         | The Missing Day                                     | Хуан                                |
| 2011      | кф | —                                         | Mercutio's Dreaming: The Killing of a Chinese Actor | Лоренс                              |
| 2011      | кф | —                                         | Gorjilla Suit                                       | Йоші                                |
| 2012      | с  | Секунди до катастрофи                     | Seconds From Disaster                               | офіцер                              |
| 2013      | ф  | —                                         | #aiww: The Arrest of Ai Weiwei                      | перший поліцейський / перший солдат |
| 2013      | ф  | Форсаж 6                                  | Fast & Furious 6                                    | поліцейський під прикриттям         |
| 2013      | кф | —                                         | Scrutiny                                            | Стефан Ейр                          |
| 2013      | кф | —                                         | A Situation                                         | Юдзі                                |
| 2013      | кф | —                                         | Above the Waist                                     | Кен                                 |
| 2013      | с  | Не ті хлопці                              | The Wrong Mans                                      | Джейсон                             |
| 2014      | кф | —                                         | Way of the Warrior                                  | Горо                                |
| 2014      | кф | Лощина                                    | Hollow                                              | фехтувальник                        |
| 2014      | с  | —                                         | Film Lab Presents                                   | Сем                                 |
| 2014      | кф | —                                         | Chameleon                                           | охоронець Куро                      |
| 2015      | с  | Алібі                                     | Frikjent                                            | Чен                                 |
| 2015      | кф | —                                         | Backwater                                           | Н/Д                                 |
| 2015      | ф  | Щасливчик                                 | Luck                                                | Рай                                 |
| 2015      | кф | —                                         | Deep Pan Fury                                       | Каташі Кімото                       |
| 2016      | с  | Викличте акушерку                         | Call the Midwife                                    | Бенні Су                            |
| 2016      | кф | —                                         | Hall of Mirrors                                     | Н/Д                                 |
| 2017      | с  | —                                         | Jade Dragon                                         | Майки                               |
| 2017      | вг | —                                         | Final Fantasy XIV: Stormblood                       | Хієн                                |
| 2017      | тф | —                                         | Finding Akira                                       | Джеймс                              |
| 2017      | ф  | —                                         | Trendy                                              | агент з нерухомості                 |
| 2018      | с  | Невинні                                   | The Innocents                                       | Ендрю                               |
| 2019      | кф | —                                         | Sandwich                                            | Майкл                               |
| 2019      | с  | Американські боги                         | American Gods                                       | виконавчий директор                 |
| 2019      | с  | Гострі козирки                            | Peaky Blinders                                      | Діамант Чанг                        |
| 2019—2020 | с  | Воїн                                      | Warrior                                             | А Сам                               |
| 2021      | ф  | Очі змії: Початок Джі.Ай.Джо              | Snake Eyes: G.I. Joe Origins                        | Томмі / Сторм Шедоу                 |
| 2022      | ф  | Швидкісний поїзд                          | Bullet Train                                        | Кімура                              |
| 2023      | ф  | Пробивний чувак                           | Boy Kills World                                     | Басьо                               |
| 2024      | с  | Чорні голуби                              | Black Doves                                         | Джейсон Девіс                       |